# 瓦克里
瓦克里（義大利語：Vacri），是意大利基耶蒂省的一个市镇。总面积12.09平方公里，人口1750人，人口密度144.7人/平方公里（2009年）。ISTAT代码为069098。